# Tichá
Tichá är en ort i Tjeckien. Den ligger i den östra delen av landet, 280 km öster om huvudstaden Prag. Tichá ligger 359 meter över havet och antalet invånare är 1 585.
Terrängen runt Tichá är kuperad åt sydost, men åt nordväst är den platt.Runt Tichá är det ganska tätbefolkat, med 111 invånare per kvadratkilometer. Närmaste större samhälle är Frýdek-Místek, 15,6 km nordost om Tichá. Omgivningarna runt Tichá är en mosaik av jordbruksmark och naturlig växtlighet.